# Fernando Martín-Sánchez Juliá
Fernando Martín-Sánchez Juliá (Madrid, 20 de diciembre de 1899 - Santander, 29 de julio de 1970) fue un periodista, ingeniero agrónomo y propagandista católico español. Fue el segundo presidente de la Asociación Católica de Propagandistas (ACdP), entre 1935 y 1953. Fue procurador en Cortes durante la dictadura franquista.

## Biografía

### Infancia y formación académica
Nacido el 20 de diciembre de 1899 en Madrid. Era hijo del diputado conservador y militar Francisco Martín-Sánchez. Su primera formación la recibió en la Compañía de Jesús. Formó parte de la Congregación de San Estalisnao de Kostka y —con 13 años— de la Congregación de San Luis Gonzaga, conocida como los Luises. Cursó el bachillerato en Madrid, con excelentes resultados. Posteriormente, ingresó en la Escuela Especial de Ingenieros Agrónomos, donde llegó a ser el número uno de su promoción. Al terminar la carrera, entró en el Cuerpo Nacional de Ingenieros Geógrafos.
El 19 de octubre de 1919, firmó su solicitud de admisión para la Asociación Católica Nacional de Propagandistas (ACNdP), presidida entonces por Ángel Herrera Oria, aunque no recibiría su insignia hasta el 11 de mayo de 1924. En 1920 fundó la Confederación Nacional de Estudiantes Católicos (CNEC)., de la que se convirtió en su primer presidente.
En julio de 1921, fue el único español en formar parte del congreso fundador en Friburgo de la organización Pax Romana, una Internacional de los Estudiantes Católicos, de la que fue nombrado vicepresidente. Además de aprobarse la creación de un Secretariado Permanente establecido en Friburgo, se aprobó también la celebración de congresos anuales y la formación de una Comisión Permanente encabezada por Martín-Sánchez, y entre cuyos miembros ya se contaba a la representante de las estudiantes asociadas. El 4 de febrero de 1923 consiguen el reconocimiento oficial por parte de la Sociedad de Naciones.Después evolucionó hacia el progresismo a manos de Joaquín Ruiz-Giménez Cortés y de Alfredo Sánchez Bella.
Durante sus años de formación académica, Martín Sánchez viajó por diferentes países europeos, gracias a la pensión de la Junta de Ampliación de Estudios, como alumno del Instituto Internacional de Agricultura en Roma y la Universidad Católica de Milán. También pasó breves estancias en Alemania, Checoslovaquia, Polonia y Rumanía.

### EnEl Debate
Al volver a España, comenzó a trabajar en 1925 como secretario de las brigadas topográfico-catastrales del Servicio Nacional de Crédito Agrícola. Fue nombrado Consejero de Redacción del periódico El Debate —impulsado por la ACNdP y dirigido por Ángel Herrera Oria—, así como director de la "Página Agrícola" del diario. 
En 1925 también fue nombrado Presidente Honorario de la CNEC y, en 1928, se le designó como vocal del Consejo Directivo de la Confederación Nacional Católico Agraria. A finales de ese mismo año empezó a impartir clases en la Escuela de Periodismo de El Debate, de la que se convirtió en director en 1933, reemplazando a Herrera Oria.

### Presidente de la ACNdP
Al cumplir treinta años, Fernando Martín-Sánchez empezó a padecer los síntomas de la esclerosis múltiple que sufría desde su nacimiento, y que progresivamente fue limitando su movilidad. Al proclamarse la Segunda República en 1931, pidió la excedencia del Cuerpo Nacional de Ingenieros Geógrafos y se centró en su labor relacionada con la ACNdP. En 1933 fue nombrado Secretario General de la asociación, dirigió el Boletín de la ACNdP entre 1933 y 1936 e impulsó obras como el Instituto Social Obrero, el Centro de Estudios Universitarios o el Círculo de Estudios Agrarios.
El 8 de septiembre de 1935, fue elegido en la XXII Asamblea General de la ACNdP como presidente de la asociación, comenzando un mandato que se extendería durante 18 años hasta 1953. Fue reelegido consecutivamente en las asambleas de 1941 y 1947. Su táctica de reclutamiento la sintetizó de la siguiente manera: «Buscar, no masas entre la juventud, sino jóvenes entre lo más selecto».

Su biógrafa Cristina Barreiro destaca que Martín-Sánchez hizo frente durante su mandato de casi dieciocho años «a muchos de los problemas estructurales que atravesaba una asociación excesivamente presidencialista». Haciendo balance, plantea: 
Durante su mandato, consiguió reorganizar la estructura de la Asociación, potenció el papel de los Secretarios, instituyó las Asambleas Regionales, comenzó el proyecto de reforma de los Estatutos que se aprobará al poco de comenzar el mandato siguiente e impulsó la participación de los propagandistas en las diferentes ramas de la Acción Católica. (...) Bajo su Presidencia se creó la Biblioteca de Autores Cristianos (BAC), la Editorial Católica se convirtió en un referente del pensamiento católico, y el CEU se consolidó como institución educativa en el campo universitario.

### Procurador en Cortes
Fernando Martín-Sánchez Juliá dejó la presidencia de la ACNdP en 1953, siendo reemplazado por Francisco Guijarro. También dejó la presidencia del CEU y el Colegio Mayor Universitario San Pablo, pero se mantuvo hasta 1957 al frente de la Junta de Gobierno de la Editorial Católica. Fue Procurador en las Cortes franquistas entre 1958 y 1970, fue también consejero del Banco de España, vocal del Consejo Nacional de Educación y vicepresidente de la junta de gobierno de la Editorial Católica.
En junio de 1966 sufrió una embolia cerebral, que deterioró más su salud. Falleció el 29 de julio de 1970 a los 70 años de edad, en Santander, donde estaba presidiendo el Curso de Periodismo de la Universidad Internacional Menéndez Pelayo. Fue enterrado en el panteón familiar del cementerio de San Justo, en Madrid.

## Causa de canonización
La causa de canonización de Fernando Martín-Sánchez Juliá se encuentra abierta. Actualmente, la Iglesia Católica le reconoce como «Siervo de Dios».

## Posiciones
Defensor de la idea de la gran prensa como «colaboradora nata de todos los Gobiernos», llegó a representar, según Justino Sinova, el mayor grado de colaboracionismo de la Asociación Católica Nacional de Propagandistas con el régimen franquista. Julio Rodríguez Puértolas le considera un conspicuo representante del «nacionalcatolicismo profesoral».

### Espiritualidad
En lo referente a su concepción de la evangelización, puso especial énfasis en la noción de «apostolado seglar». Escribía:
Si el seglar está para llegar allí donde el sacerdote no puede llegar, en el mejor servicio de la Iglesia y de la difusión de la doctrina de Cristo, es que nosotros estamos para llegar a aquellos terrenos y a aquellos campos –lo he dicho muchas veces– donde ni el sacerdote ni el religioso deben ni muchas veces pueden actuar… Es el campo de lo contingente y de lo temporal, (...) de ciertos medios en que el seglar, con su independencia y con su carácter secular, puede actuar con mucha mayor desenvoltura y con mayor eficacia. (Ideas Claras, p. 653)
Reiteró y acentuó la importancia de la austeridad de vida como pieza de la espiritualidad cristiana, y trató de fomentar en la Asociación Católica de Propagandistas un espíritu sobrenatural: «Sin espíritu sobrenatural no haríamos nada», escribía. Su biógrafo José Luis Gutiérrez lo considera un continuador de las ideas y el espíritu de Ángel Ayala y Ángel Herrera Oria, al punto de considerarlo el tercer «maestro de espíritu» de la ACdP.

## Obras
- La Reforma Agraria Italiana y la futura reforma española (Madrid: Voluntad, 1931)
- La Nueva España Agraria (Bilbao: Editora Nacional, 1943)
- Nuevas formas de propiedad de los periódicos (Santander: UMP, 1951)
- Cuatro ideas fundamentales sobre la economía agraria (Madrid: Instituto Nacional Agronómico, 1955)
- La Prensa en el Estado Moderno (Madrid: Euramérica, 1960)
- Ideas Claras. Reflexiones de un español actual (Madrid: BAC, 2002)

## Condecoraciones
- Gran Cruz de la Orden de Isabel la Católica (1951)[21]
- Gran Cruz de la Orden Civil del Mérito Agrícola (1956)[22]
- Gran Cruz de la Orden de Alfonso X el Sabio (1961)[23]
- Gran Cruz de la Real y Muy Distinguida Orden de Carlos III (1965)[24]
- Gran Cruz de la Orden Imperial del Yugo y las Flechas (1970)[25]